# Soldano SLO-100

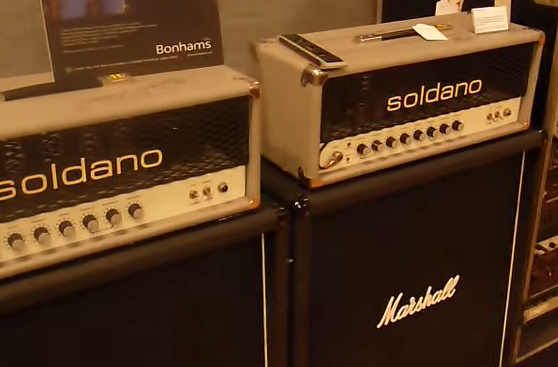
Bild der 1988 für Eric Clapton modifizierten Soldano SLO-100-Topteile, 2011.

Der Soldano SLO-100 ist ein US-amerikanischer Gitarrenverstärker des Elektrotechnikunternehmens Soldano Custom Amplification und gilt als eines der berühmtesten E-Gitarren-Verstärker der Welt. Der Modellname SLO ist eine Abkürzung für Super Lead Overdrive. 100 ist die Leistung des Verstärkers in Watt.

## Informationen
Der Soldano SLO-100 wird seit 1987 in monatelanger Handarbeit produziert und zeichnet sich durch seine überdurchschnittlich vielseitige Verzerrung und Klangvielfalt aus. Der mehrfach ausgezeichnete Verstärker gilt zudem als äußerst robust und verlässlich, was ihn laut Soldano so beliebt macht. Der Verstärker ist mit zwei Kanälen („Normal“ und „Overdrive“) sowie zwei unabhängig kontrollierbaren Volumen-Signalen ausgestattet und liefert eine Leistung von insgesamt 100 Watt. Das Modell wird vom Unternehmen mit verlässlichen, US-amerikanischen Röhren ausgestattet und genießt eine stetige Gewährleistung.
Unter anderem spielten Eric Clapton, Mark Knopfler, Eddie Van Halen, Warren DeMartini und Lou Reed das Modell. Für Clapton stellte Michael J. Soldano, Jr persönlich zusammen mit Pete Cornish das Soldano/Cornish Guitar Routing System her.